# Pío Caro Baroja
Pío Caro Baroja (Madrid, 5 d'abril de 1928―Màlaga, 30 de novembre de 2015) va ser un autor, director de cinema i de televisió, i guionista espanyol.

## Biografia
Baroja va néixer a Madrid el 5 d'abril de 1928, sent el quart fill de Rafael Caro Raggio i Carmen Baroja i Nessi. Va ser nebot de Pío Baroja i germà de Julio Caro Baroja. Va obtenir una Llicenciatura en Dret en la Universitat de Madrid. Posteriorment va emigrar a Mèxic, on va tenir el seu primer contacte amb el mitjà audiovisual, inicialment com a crític de cinema i més tard com a documentalista.
Després de la defunció de Pío Baroja, Caro va tornar a Espanya. A partir de llavors, juntament amb el seu germà Julio, es va dedicar a documentar el folklore espanyol, inicialment col·laborant amb NO-DO i posteriorment amb Televisió Espanyola.
Pío Caro també es va dedicar a escriure. Entre les seves obres es troben El gachupín, En busca de la juventud perdida i El águila y la serpiente i la memòria La barca de Caronte.

## Filmografia

### Com a director
- El mayorazgo de Labraz (1983, minisèrie)
- Navarra, las cuatro estaciones (1972)
- Las vidrieras de la catedral de Toledo (1972)
- De mar a mar por los Pirineos (1971)
- El castillo medieval (1969)
- La ciudad medieval (1969)
- El pueblo medieval (1969)
- Romería de la Virgen de la Peña (1969)
- El País Vasco de Pío Baroja (1967)
- El País Vasco (1966)
- La última vuelta del camino (1965)
- El Carnaval de Lanz (1964)
- Los diablos danzantes (1964)
- El Greco en Toledo (1959)
- El entierro del conde de Orgaz (1959)

### Com a guionista
- De mar a mar por los Pirineos (1971)
- Romería de la Virgen de la Peña (1969)
- La última vuelta del camino (1965)
- El Greco en Toledo (1959)
- El entierro del conde de Orgaz (1959)